# Knorrkees
Knorrkees är en glaciär i Österrike. Den ligger i förbundslandet Tyrolen, i den centrala delen av landet. Knorrkees ligger 2 850 till 2 600 meter över havet.
Knorrkees ligger norr om bergskammen som sammanbinder Äußerer Knorrkogel och Wildenkogel.
Trakten runt Knorrkees består i huvudsak av alpin tundra.